# Blaslay
Blaslay är en kommun i departementet Vienne i regionen Nouvelle-Aquitaine i västra Frankrike. Kommunen ligger i kantonen Neuville-de-Poitou som tillhör arrondissementet Poitiers. År 2018 hade Blaslay 529 invånare.

## Befolkningsutveckling
Antalet invånare i kommunen Blaslay
| Referens: INSEE |